# 傷つけてPrecious Love
「傷つけてPrecious Love」（きずつけてプレシャス・ラブ）は森下玲可の1枚目のシングル。後に、石川寛門がアルバム「Unknown things」にて、セルフカバー。

## 内容
記念すべきデビュー作は三貴「カメリアダイヤモンド」コマーシャル・ソング及び最大のヒット・シングル。この曲でテレビ朝日系「ミュージックステーション」に出演しており、森下自らがReika0724と言う名でYouTubeにて、アップロードしている。
2014年1月29日発売のベスト・アルバム「GOLDEN☆BEST 森下玲可」では、表題曲のリテイク・バージョンが収録される。

## 収録曲
1. 傷つけてPrecious Love
作詞：森下玲可　作曲：石川寛門　編曲：前野知常・神長弘一
2. CRAZY LOVE
作詞：倉増啓　作曲：月光恵亮　編曲：前野知常・神長弘一
3. 傷つけてPrecious Love (inst.)

## レコーディング参加
- 神長弘一 - ギター、プログラミング
- 前野知常 - キーボード、プログラミング
- 坂井紀雄 - ベース